# 忠清南道

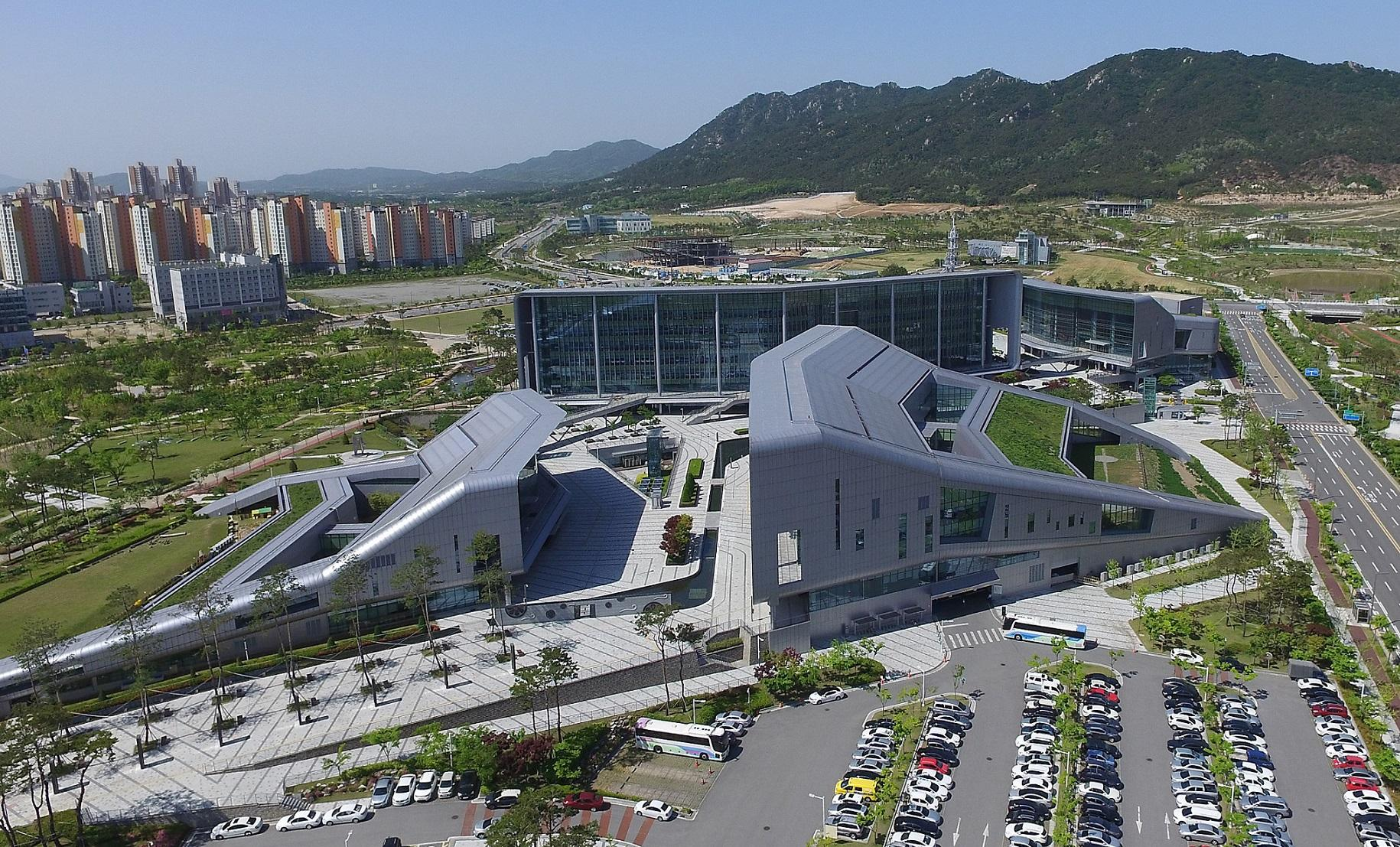
忠清南道庁（正面奥の建物）

忠清南道（チュンチョンナムド、ちゅうせいなんどう、朝鮮語: 충청남도）は、大韓民国中部、朝鮮半島中西部よりやや南に位置する道。通常は忠南（チュンナム、충남）と略される。
1896年、勅令第36号で朝鮮八道における忠清道の西半分を「忠清南道」と定めた。1945年以降は大韓民国の行政区画となり、現在に至る。かつては現在の大田広域市及び世宗特別自治市も忠清南道の一部であった。

## 概説
西を黄海に面し、北を京畿道、南を全北特別自治道、東を忠清北道に接する。
道の3分の1の面積は農用地である。農業以外では漁業も重要な産業である。220km2にも及ぶ塩田があり、また道南部では金や銀、石炭、モナザイト、ジルコンが採掘される。
845mの鶏龍山が最も高い山となる。独特な岩で構成されるため、国立公園に指定されている。また多くの歴史を有する寺院がある。1978年には、泰安海岸国立公園が開かれ、韓国の有数の海水浴場となっている。
1月の平均気温：
瑞山（-1.9℃）　天安（-3.0℃）　保寧（-1.2℃）　錦山（-2.9℃）
8月の平均気温：
瑞山（25.0℃） 天安（25.0℃）　保寧（25.2℃）　錦山（24.7℃）

## 行政
- 忠清南道知事
  - 第38代（民選7期）：梁承晁（양승조、2018年7月1日～）
  - 権限代行：南宮英（남궁영、2018年3月～2018年6月30日）
  - 第37代（民選6期）：安熙正（안희정、2014年7月1日～2018年3月6日）
  - 第36代（民選5期）：安熙正（안희정、2010年7月1日～2014年6月30日）
  - 第35代（民選4期）：李完九（이완구、2006年7月1日～2010年6月30日）
  - 第34代（民選3期）：沈大平（심대평、2002年7月1日～2006年6月30日）
  - 第33代（民選2期）：沈大平（심대평、1998年7月1日～2002年6月30日）
  - 第32代（民選1期）：沈大平（심대평、1995年7月1日～1998年6月30日）

出典：忠清南道ホームページ「역대도지사（歴代道知事）」より。
- 道議会：42議席（地域区38議席＋比例代表4議席）地域区は小選挙区制。

|            |            | 合計 | 党派別内訳 | 党派別内訳 | 党派別内訳 | 党派別内訳 |
| 共に民主党 | 自由韓国党 | 合計 | 正義党     |            |            |            |
| 合計       | 合計       | 42   | 33         | 8          | 1          |            |
| ---------- | ---------- | ---- | ---------- | ---------- | ---------- | ---------- |
| 選挙区分   | 地域区     | 38   | 31         | 7          | 0          |            |
| 選挙区分   | 比例代表   | 4    | 2          | 1          | 1          |            |
出典：忠清南道議会ホームページ2018年10月21日閲覧

## 忠清南道の自治体
忠清南道には以下の8市8郡が設置されている。

### 市部
1. 天安市
  - 東南区
  - 西北区
2. 公州市
3. 保寧市
4. 牙山市
5. 瑞山市
6. 論山市
7. 鶏龍市
8. 唐津市

### 郡部
1. 洪城郡（礼山郡とともに道庁所在地）
2. 礼山郡（洪城郡とともに道庁所在地）
3. 錦山郡
4. 扶余郡
5. 舒川郡
6. 青陽郡
7. 泰安郡

## 歴史
- 1896年 忠清道から忠清南道を分置
- 1932年 道庁を公州から大田に移転
- 1963年 全羅北道から錦山郡を編入
- 1983年 日本の熊本県と提携
- 1989年 大田直轄市（現・大田広域市）を道から分離（このとき大徳郡も大田直轄市に編入）
- 1995年
  - 公州郡・市統合
  - 天安郡・市統合
  - 牙山郡・温陽市統合
  - 保寧郡・大川市統合
  - 瑞山郡・市統合
- 1996年 論山郡を市に昇格
- 1998年 熊本県事務所開設
- 2003年 鶏龍出張所が鶏龍市に昇格
- 2012年1月1日 唐津郡が唐津市に昇格
- 2012年7月1日 世宗特別自治市発足に伴い燕岐郡が廃止
- 2012年12月28日 道庁を内浦新都市（礼山 - 洪城）に移転。
- 2013年4月30日 日本の静岡県と友好道提携締結

## 著名な出身者
- 尹潽善 - 政治家、大韓民国第4代大統領
- 金鍾泌 - 政治家
- 李海瓚 - 政治家、教育家、言論人
- 安熙正 - 政治家
- 黄禹錫 - 生物学者
- 金升淵 - 実業家
- 金昊淵 - 実業家、政治家
- 李俊揆 - 外交官
- 李正連 - 東京大学教授
- 韓龍雲 - 詩人、僧、独立運動家
- 金玉均 - 李朝時代後期の開明派政治家
- 沈大平 - 国民中心連合代表
- ジェジュン - JYJのメンバー
- イェソン - SUPER JUNIORのメンバー
- 鄭俊鎬 - 俳優
- 桂銀淑 - 歌手
- ハビン（朝鮮語版） - モデル
- 李参平（? - 1655年）- 忠清道金江（現・忠清南道公州市反浦面）出身の陶工。1592年、豊臣秀吉の朝鮮侵略の際、日本軍に拉致された。有田で磁石（じせき、磁器の原料）を発見し、肥前磁器（伊万里焼）の生みの親となった。有田の「陶祖」と称されている。